# Nagegama
Die Nagegama (jap. 投げ鎌, dt. „Wurfsichel“) ist eine Hiebwaffe und eine Wurfwaffe aus Japan.

## Beschreibung
Die Nagegama besteht aus einem hölzernen Schaft sowie einer sichelförmigen, kurzen Klinge. Die Schaftlänge variiert zwischen etwa 40 cm bis etwa 170 cm. An den Schaftseiten sind oft Parierhaken angebracht die zur Abwehr und zum Blocken gegnerischer Waffen benutzt werden. Sie ähnelt der Kama und der Rokushakukama sowie der Kusarigama. An der kurzen sichelförmigen Klinge, die wesentlich kürzer und kleiner ist als bei den anderen Kama-Versionen, ist auf dem Klingenrücken meist eine Öse angebracht, die zur Befestigung einer Kette dient. Die Kette ist am Ende mit einem Gewicht aus Eisen oder Blei bestückt, das zum Schlagen und um dem Gegner die Waffe zu entwenden benutzt wird. Über die Verwendung gibt es verschiedene Theorien. Die eine besagt, dass sie als reine Hieb- und Schlagwaffe benutzt wurde, die andere, dass diese Waffe bei Belagerungen über die Burgmauer geworfen und an der Kette zurückgezogen wurde.